# Arzúa (ort)
Arzúa är en ort i Spanien.   Den ligger i provinsen Provincia da Coruña och regionen Galicien, i den nordvästra delen av landet, 500 km nordväst om huvudstaden Madrid. Arzúa ligger 408 meter över havet och antalet invånare är 6 597.
Terrängen runt Arzúa är platt åt sydväst, men åt nordost är den kuperad. Runt Arzúa är det ganska glesbefolkat, med 36 invånare per kvadratkilometer. Arzúa är det största samhället i trakten. I omgivningarna runt Arzúa växer i huvudsak blandskog.